# Prisión de Ulaysha
La Prisión de Ulaysha (en árabe: سجن عليشة) es una prisión en Riad a cargo de la agencia secreta de Arabia Saudita llamada Mabahith, conocida por detenciones arbitrarias. Durante las protestas de 2011 en Arabia Saudita, "el único hombre valiente en Arabia Saudita", Khaled al-Johani, fue enviado a la prisión de `Ulaysha y se sospecha que varios miembros fundadores del Partido Islámico Umma fueron recluidos allí. El 17 de marzo de 2004, Amnistía Internacional declaró que al menos cinco personas, en su mayoría académicos, habían estado incomunicados durante dos días en la prisión de `Ulaysha porque habían criticado un organismo gubernamental, la Comisión Nacional de Derechos Humanos, y porque habían planeado crear su organización propia de los derechos humanos.